# Андроново (Гагарінський район)
Андро́ново (рос. Андроново) — присілок Гагарінського району Смоленської області Росії. Входить до складу Акатовського сільського поселення.
Населення — 1 особа (2007 рік).